# Thomas Hare

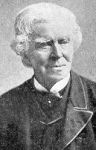
Thomas Hare.

Thomas Hare,  född den 28 mars 1806, död den 6 maj 1891, var en engelsk advokat. Han var i sitt andra äktenskap svåger till Edward White Benson.
Hare gjorde sig känd mest såsom förkämpe för idén om proportionella val och uppfinnare av ett härför lämpat valsätt. Bland hans skrifter kan nämnas The machinery of representation (1857) och The election of representatives (1859, 4:e upplagan 1873).